# Factor de scară

Fiecare iterație din triunghiul Sierpiński conține triunghiuri legate de următoarea iterație cu un factor de scară de 1/2

Un factor de scară este de obicei un număr zecimal care scalează (înmulțește) o anumită cantitate. În ecuația y =Cx, C este factorul de scară pentru x. C este, de asemenea, coeficientul lui x și poate fi numit constanta de proporționalitate dintre y și x. De exemplu, dublarea distanțelor corespunde unui factor de scară de 2 pentru distanță, în timp ce prin tăierea unei prăjituri în două rezultă bucăți cu un factor de scală pentru volum de o jumătate.
Raportul oricăror două lungimi corespunzătoare în două figuri geometrice similare se mai numește și scară (exemplu: scara hărților).
În domeniul măsurătorilor factorul de scară al unui instrument este uneori denumit sensibilitate.